# Кастильо, Хосе Игнасио
Хосе́ Игна́сио Касти́льо А́льварес (исп. José Ignacio Castillo Álvarez; 11 апреля 1975, Буэнос-Айрес) — аргентинский футболист, нападающий.

## Карьера
Аргентинский нападающий по прозвищу «Начо» приехал в Италию в 2001 году, присоединившись к клубу из Серии D «Бриндизи». Он сделал большой вклад в продвижении команды в Серию C2, забив 15 голов в 23 матчах. Несмотря на это, Кастильо было не суждено попробовать себя в профессиональном футболе, потому что ему не удалось получить паспорт гражданина Евросоюза. По этой причине футболист решил остаться в Серии D в клубе из Апулии «Нардо», где он забил 17 мячей. В 2003 году аргентинец перешёл в «Вигор Ламецию», где забил 24 гола в 32 матчах. В 2004 году Кастильо вернулся в Апулию в амбициозный клуб «Галлиполи» и вместе с ним поднялся на два дивизиона, благодаря 40 мячам в 55 матчах. В возрасте 29 лет он получил итальянский паспорт, что дало ему возможность играть в Серии C2 сезона 2005/06.
В сезоне 2006/07 Кастильо согласился перейти в клуб Серии B «Фрозиноне» на правах аренды. Здесь аргентинец не смог себя проявить: обычно он начинал матчи в качестве запасного и в итоге забил только 5 голов в 30 матчах. В следующем сезоне он был куплен только что вернувшейся в Серию B «Пизой». В своём дебютном матче за клуб нападающий забил два мяча в ворота «Бари», что обеспечило победу чёрно-синих со счётом 2:1. К концу сезона 2007/08 он забил 21 гол в 40 играх Серии B, заняв 5 место в таблице бомбардиров.
В августе 2008 года он был куплен клубом «Лечче» который в том сезоне вернулся в Серию А. В составе «джаллоросси» Кастильо забил 7 голов в 29 матчах, дебютировав в Серии А 31 августа 2008 в матче против «Торино».
20 июля 2009 года он был официально подписан «Фиорентиной». 9 декабря 2009 года аргентинский игрок дебютировал в еврокубках в матче группового этапа Лиги чемпионов против «Ливерпуля» (2:1), выйдя на 83-й минуте вместо Лоренцо Де Сильвестри.
15 января 2010 года Кастильо перешёл в «Бари».